# 綿清
貝子綿清（1791年12月9日—1851年7月26日），貝勒永鋆第二子，母側室紀氏，其父為紀保住，淳親王系第四代。
他在乾隆五十六年十一月（1771年）出生，嘉慶十七年十一月（1812年）受封為三等鎮國將軍，到道光元年正月（1821年）接替父親成為淳親王第四代，但因為淳親王並非世襲罔替的爵位，因此他的封爵只是貝子。
咸豐元年六月（1851年）他去世，虛齡六十一岁，由四子奕樑襲封淳親王系第五代，不過需遞降為奉恩鎮國公襲封。